# Valamiro
Valamiro (m. 465, 468/469 ou 471) foi, segundo a Gética de Jordanes, um rei ostrogodo da dinastia dos Amalos, que reinou entre 447—465 (ou 468/469 ou 471) ao lado de seus irmãos mais novos Teodomiro e Videmiro. Era filho de Vandalário. Aparece pela primeira vez em 447, quando ajudou Átila, o Huno (r. 434–453) a invadir as províncias danúbias dos Impérios Bizantinos e do Ocidente e em 451, participou com seus parentes ao lado dos hunos na decisiva batalha dos Campos Cataláunicos.
Em 454, derrotou seus suseranos hunos na batalha de Nedao e recebeu autorização do imperador bizantino Marciano (r. 450–457) para assentar-se na Panônia com sua família. Em 456/457, foi atacado por Dengizico (r. 458–469), um dos filhos de Átila, e o derrotou. Nos anos seguintes entrou em conflito com o Império Bizantino devido ao cessar dos subsídios costumeiros e em 465 enfrentou uma invasão escira com seus irmãos, porém foi morto ao cair de seu cavalo.
Considerando questões linguísticas e inconsistências cronológicas existentes na Gética, vários historiadores especulam que Valamiro pode ser associado ao rei huno do século IV Balamber que teria derrotado os grutungos do rei Hermenerico, matado seu sucessor Vinitário em combate e casado com sua filha Vadamerca. Além disso, é questionada sua etnia ostrogótica, sendo provável que fosse um aristocrata huno.

## Biografia

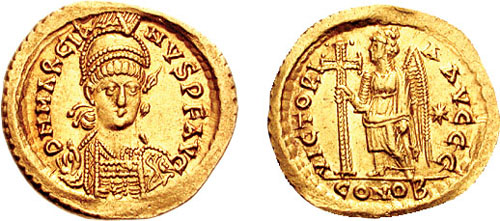
Soldo de Marciano r.

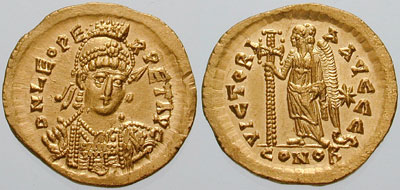
Soldo de r.

Valamiro tornou-se rei ostrogótico em algum momento durante o período do subjugo ostrogótico perante os hunos. Como relatado por Jordanes, teria ascendido ao trono após um interregno de 40 anos provocado pela morte em combate do rei Torismundo, o filho de Hunimundo, o Jovem e neto de Hermenerico. Ele é citado pela primeira vez em 447, quando comandou os contingentes ostrogóticos do exército de Átila, o Huno (r. 434–453) em sua invasão às províncias bizantinas e romanas do Danúbio. Segundo Jordanes, Átila mantinha-o em alta estima.
Em 451, liderou ao lado de seus irmãos os contingentes góticos do exército huno durante a batalha dos Campos Cataláunicos e, em 454, com a morte de Átila, confrontou com sucesso os hunos na batalha de Nedao. No mesmo ano assentou-se com seus parentes na Panônia sob autorização do imperador bizantino Marciano (r. 450–457), onde organizou o Reino Ostrogótico da Panônia em três distritos, cada qual controlado por um dos irmãos, porém somente Valamiro era o detentor do título régio; ele manteve controle dos godos assentados entre os rios Escarniunga e Água Negra, o que para o historiador austríaco Herwig Wolfram condiz com a Eslavônia Inferior. Em 456/457, Dengizico (r. 458–469), um dos filhos de Átila, atacou os domínios ostrogóticos e foi derrotado por Valamiro.
Em 457, o imperador Leão I, o Trácio (r. 457–474) cancelou o acordo com os godos panônios no qual os bizantinos pagavam subsídio anual a eles. Em 458/459, Valamiro enviou embaixada para Constantinopla para interrogar Leão, porém ela mostrou-se falha. Além disso, os embaixadores tomaram ciência do quão bem estavam Teodorico Estrabão e seus ostrogodos trácios. Isso abriu margem para que iniciasse as hostilidades no mesmo ano; Hyun Jin Kim sugere que a derrota de Tuldila também pode ter influenciado a guerra. Sabe-se que em 459/462, quando invadiu Ilírico, foi derrotado por um exército liderado pelo futuro imperador do Ocidente Antêmio (r. 467–472). Os conflitos transcorreriam até 461/462, quando seu sobrinho Teodorico foi enviado para Constantinopla como refém e Leão I concordou em pagar 136 quilos anuais de ouro. Em meados de 460, Valamiro realizou uma campanha com apoio bizantino contra os sármatas sadagares ou sadages, que habitavam o interior da Panônia. Em data desconhecida durante os anos 460, os esciros invadiram o Reino Ostrogótico por incitação do rei suevo Hunimundo. No conflito, Valamiro foi derrubado de seu cavalo e morto por seus inimigos. Ele seria sucedido como rei por 	Teodomiro.
Segundo os autores da Prosopografia do Império Romano Tardio, a invasão escira ao Reino Ostrogótico da Panônia teria ocorrido ca. 465. Herwig Wolfram, por outro lado, prefere a data de 468/469, alegando que a invasão de Dengizico ocorrera uma década depois, ca. 467/468. Segundo ele, Valamiro estava na ocasião ocupado subjugando os sadagares quando foi surpreendido pela invasão, embora tenha sido capaz de parar e derrotar os invasores; Hyun Jin Kim supôs que a invasão de Dengizico foi motivada pelo ataque aos sadagares, que haviam permanecido vassalos dos hunos. Thomas S. Burns vai além e afirma que Valamiro teria morrido em algum momento em torno de 471.

### Família e identidade

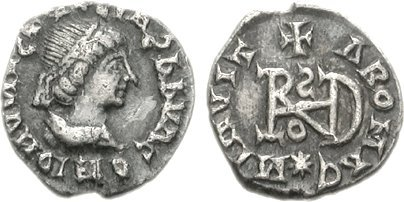
Síliqua de r.

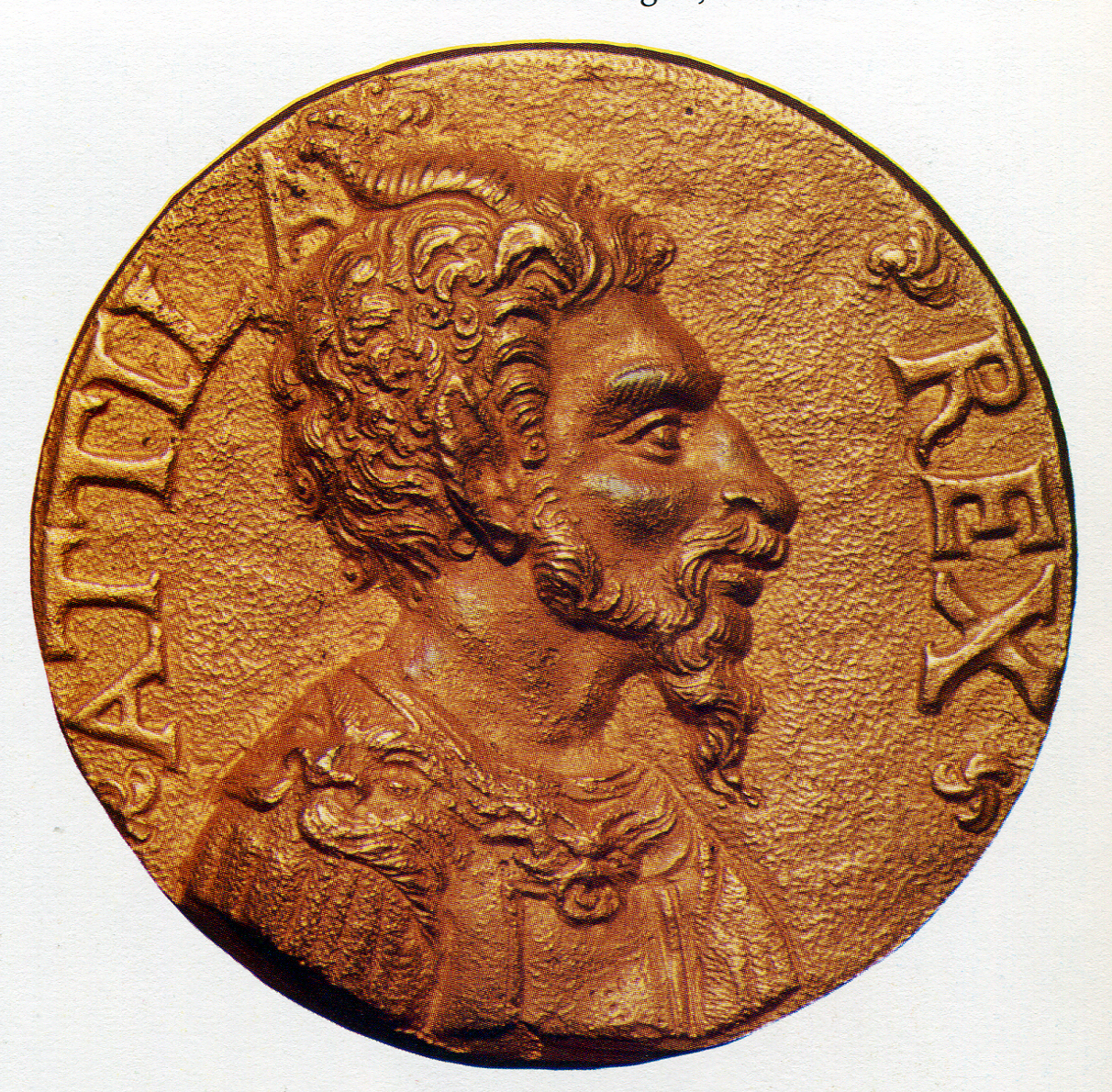
Medalha do século XVII com efígie de r.

Segundo a Gética de Jordanes, Valamiro era filho do Amal Vandalário, um nobre filho do rei Vinitário (r. 375–376), e irmão mais velho dos nobres Teodomiro e Videmiro. Algumas fontes remanescentes afirmam que teria sido casado com Erelieva e que, portanto, seria pai de Teodorico, o Grande (r. 474–526), porém os estudiosos modernos discordam com tais alegações, afirmando tratar-se de uma confusão entre ele e seu irmão Teodomiro.
Segundo Peter Heather e outros estudiosos, Valamiro pode ser identificado com um alegado rei huno do século IV chamado Balamber que teria invadido Aujo e derrotado os grutungos do rei Hermenerico, matado seu sucessor Vinitário em combate e casado com sua filha Vadamerca. Segundo eles, a associação é plausível, pois tais eventos envolvendo Balamber provavelmente teriam ocorrido no século V, após a morte de Átila, e seu nome seria uma corruptela do nome grego de Valamiro (em grego: Βαλαμερ). Para Herwig Wolfram, no entanto, não há motivos para associar ambos os personagens.
Para Heather, o conflito entre Vinitário e Valamiro deveu-se ao fato de provavelmente terem pertencido a dinastias góticas distintas que estavam em conflito durante o período. Desse modo, com a morte de Vinitário, ele e sua dinastia receberiam o direito de governar os godos, apesar da luta de poder ainda refletir sobre Hunimundo, o Jovem, Torismundo e Berimundo. Segundo esta teoria, estes indivíduos não teriam sido Amalos, mas foram incorporados por ele na genealogia da família como forma de reconciliação, ao mesmo tempo que casar-se-ia com Vadamerca para apaziguar o exército do rei falecido.
Para o historiador Hyun Jin Kim, que tende a concordar com Heather quando a cronologia dos eventos, bem como com a relação Valamiro / Balamber,  o relato de Jordanes confirmaria a conquista huna dos ostrogodos, ao mesmo tempo que relata uma guerra civil entre chefes hunos em vez de ostrogóticos. Segundo ele, Valamiro deve ser visto como um alto aristocrata de origem huna que pertencera ao círculo íntimo de Átila e teria conquistado as tribos góticas da Europa Oriental e então recebido o comando sobre elas como apanágio, uma prática comum das tribos originárias da estepe eurasiática. Além disso, Kim considera que seu casamento com Vadamerca teria o propósito de criar laços familiares entre os hunos e ostrogodos, ao mesmo tempo que refuta a posição de Heather quanto a Hunimundo e Torismundo, alegando existir a possibilidade deles, na verdade, terem sido parentes de Valamiro.